# Soyouz TM-3
Soyouz TM-3 est un vol avec équipage du vaisseau spatial Soyouz-TM soviétique Soyouz, lancé le 22 juillet 1987.

## Équipage
Décollage :
- Aleksandr Viktorenko (1)
- Aleksandr Pavlovitch Aleksandrov (2)
- Muhammed Faris (1) de Syrie

Atterrissage :
- Iouri Romanenko (3)
- Aleksandr Pavlovitch Aleksandrov (2)
- Anatoliy Levtchenko (1)

## Paramètres de la mission
- Masse   : 7 100 kg
- Périgée : 297 km
- Apogée  : 353 km
- Inclinaison : 51.6°
- Période : 91.0 minutes

## Points importants
3e expédition vers Mir.